# Zu den drei Kleeblättern

Haus Zu den drei Kleeblättern, Aufnahme um 1890

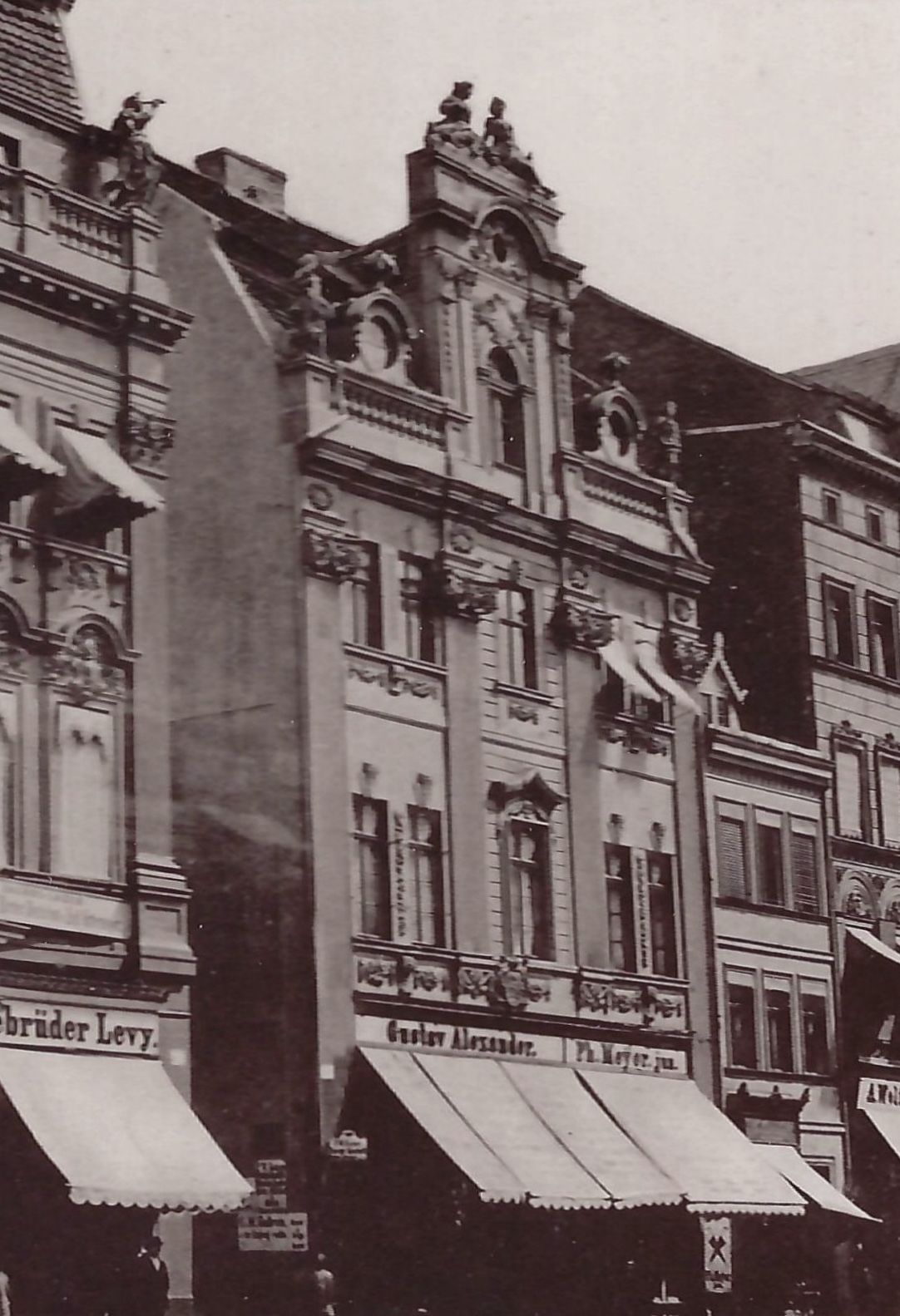
Fassade vor dem Umbau von 1888

Breiter Weg 29 (rechts), links hiervon Einmündung der schmalen Judengasse

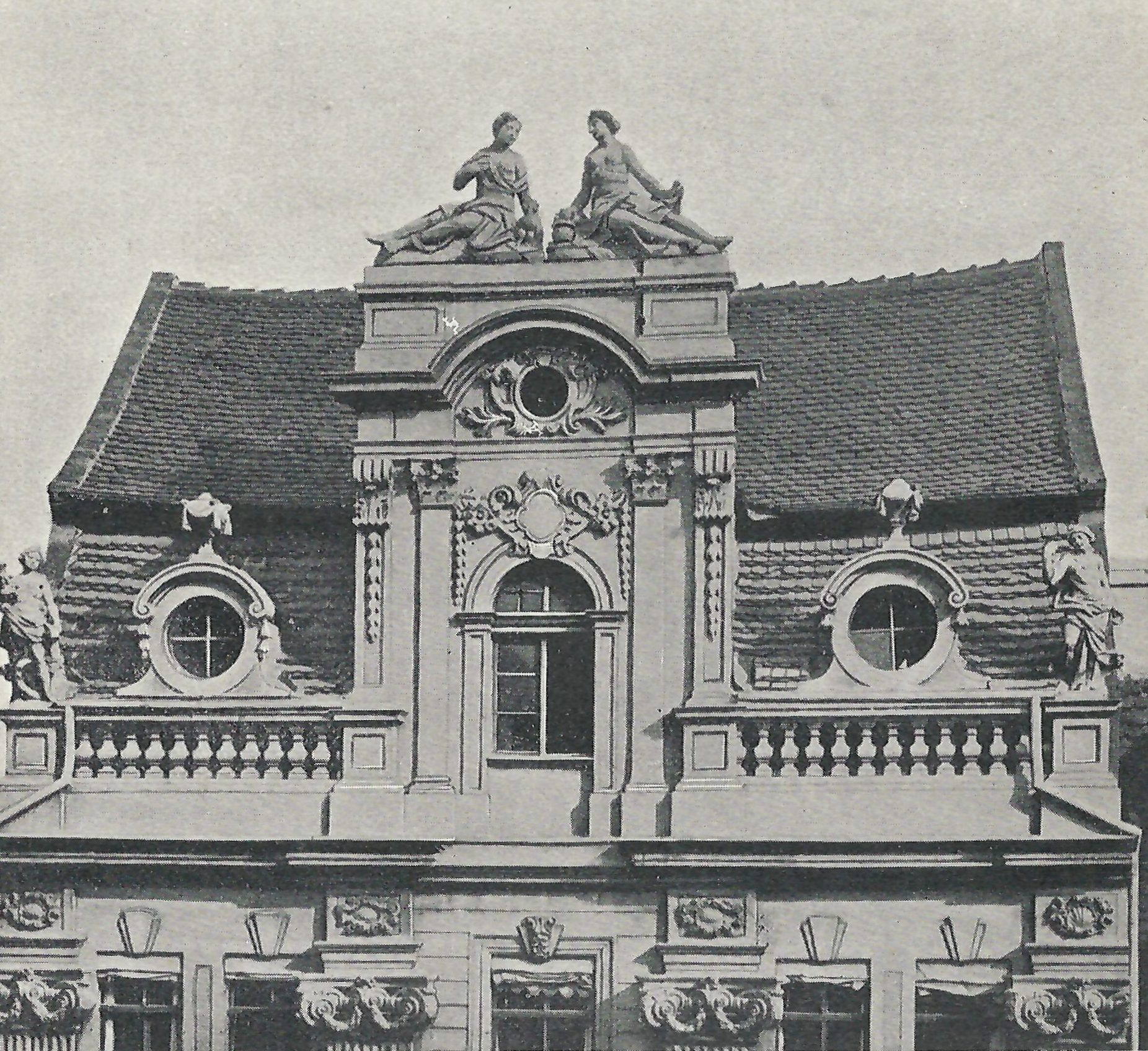
Dachaufbau, 1902 oder früher

Das Haus Zu den drei Kleeblättern, auch Zum Kleeblatt, war ein Wohn- und Geschäftshaus in Magdeburg im heutigen Sachsen-Anhalt. Es gilt als verlorengegangenes Baudenkmal.

## Lage
Es befand sich in der Magdeburger Altstadt an der Adresse Breiter Weg 29 auf der Ostseite des Breiten Wegs in einer Ecklage zur nördlich einmündenden Judengasse, die später in Zur Tischlerbrücke umbenannt worden war. Nördlich, auf der anderen Seite der Judengasse, befand sich das Haus Zum güldenen Kreuz. Der Standort befindet sich etwa südlich der südwestliche Ecke des Allee-Centers.

## Architektur und Geschichte
1631 gehörte das Grundstück Melchior Teufel, bis es bis 1644 vom Brauer Martin Wolff erworben wurde, der es 1644 bebaute. Das Gebäude wurde als Brauhaus geführt. Nach dem Tode Wolffs im Jahr 1676 ging das Haus 1679 für 2000 Taler an den Materialisten Daniel Sebastian Lange. Lange war zumindest noch 1685 Eigentümer, 1689 gehörte es dann jedoch bereits dem Schiffer Dietrich Mollenhauer. Mollenhauer war zumindest bis 1702 Eigentümer. 1712 erwarb es der Schiffer Christoph Nuland für 6000 Taler, der es schon 1715 für 8000 Taler an Johann Heinrich Bohn, auch Boon geschrieben, veräußerte. Bohn blieb bis 1724 Eigentümer.
1730, nach anderen Angaben auch erst 1748 oder um 1765 wurde vom Zerbster Bildhauer Bosmann ein neues Gebäude errichtet, das dann bis 1945 Bestand hatte. Möglicherweise fanden 1765 auch nur Ausschmückungsarbeiten statt. Der dreigeschossige Bau verfügte über eine reich verzierte, dreiachsig ausgeführte verputzte Fassade. Sie wurde von vier Kolossalpilastern geprägt. An den Ecken befindliche Pilaster gingen ursprünglich hinunter bis in das Erdgeschoss, diese Gestaltung war jedoch bei Umbauten des Erdgeschosses, wohl 1888, aufgegeben worden. Die Dachfenster wurden vergrößert und die Fenster des ersten Obergeschosses deutlich verändert. Die bis dahin bestehenden Doppelfenster links und rechts wurden jeweils zu einem großen Fenster mit Rundbogen umgestaltet. Auch das mittlere Fenster wurde verbreitert. Es reichte nun seitlich bis an die Pilaster heran. Auch dieses Fenster erhielt einen Rundbogen. Die Zierelemente oberhalb der Fenster des ersten Obergeschosses wurden dabei entfernt und durch Ornamente ersetzt. Oberhalb des mittleren Fensters wurde als Hausstein ein liegendes Kreuz angebracht. Auch die Girlanden unterhalb der Fensteröffnungen des zweiten Obergeschosses wurden beseitigt. Auch die beiden Ladengeschäfte wurden umgebaut. Es entstand eine Gaststätte. Der Fensterbereich erhielt nun drei große Bögen, zwei für Fenster, einen für die Eingangstür. Bei den Umbauarbeiten wurde auch das Gebäudeinnere umgestaltet. Insbesondere wurden Stuck und Holzschnitzereien, vor allem im Bereich der Treppe, entfernt oder deutlich verändert.
Die mittlere Achse wurde von einem Zwerchhaus abgeschlossen, welches mit zwei sitzenden allegorischen Figuren bekrönt war. Das Zwerchhaus verfügte über ein von Pilastern gerahmten von einem Segmentbogen überspannten Rundbogenfenster.
Bedeckt war das Haus von einem Mansarddach. Am Dachgeschoss befand sich links und rechts vom Zwerchhaus eine Balustrade, die an den äußeren Punkten mit Figuren geschmückt war.
Als Eigentümer wurde von 1803 bis 1845 Lange geführt, in der Zeit um 1823 als Kommissions- und Speditionshandlung Lange & Comp. Spätere Eigentümer waren 1870 der Kaufmann Nathan, 1888 seine Witwe, 1894 Albert Loburg, 1925 und 1938 Witwe Emma Loburg und 1940 und auch noch 1942/1943 schließlich eine Erbengemeinschaft Loburg.
Im Gebäude befand sich die Gaststätte Würzburger Bürgerbräu, später Zum Schultheiß. 1921 erfolgte ein Umbau zur Bank bis jedoch bereits 1931 wieder eine gastronomische Nutzung erfolgte. Zumindest 1942/1943 betrieb K. Pilkenroth hier das Diamantbräu.
Noch bis 1945 befand sich als Hauszeichen am Gebäude statt der ursprünglichen Darstellung von Kleeblättern ein liegendes Kreuz. Vermutlich war bei der letzten Erneuerung der Stein mit dem Hauszeichen so verwittert, dass man das Hauszeichen versehentlich falsch als Kreuz deutete.
Beim Luftangriff auf Magdeburg am 16. Januar 1945 wurde das Gebäude zerstört. Der neue Hausstein wurde in der Zeit nach 1945 geborgen und eingelagert.